# شهرستان نائیری
شهرستان نائیری (ارمنی: Նաիրիի շրջան) یکی از سی و هفت شهرستان در تقسیم‌بندی جمهوری شوروی سوسیالیستی ارمنستان بود. مرکز این شهرستان یغوارد بود. طبق سرشماری سال ۱۹۸۷ میلادی جمعیت آن بالغ بر ۴۷٬۲۰۰ تن و مساحت آن ۳۴۳٫۷ کیلومتر مربع بود. 

## مناطق مسکونی
- آراگیوغ
- بوژاکان
- گتامچ
- زوونی
- زوراوان
- تغنیک
- آرگل
- مرگاشن
- نور آرتامت
- نور گغی
- نور یرزنکا
- پروشیان
- سارالانج
- کاناکراوان
- کاساخ
- کاراشامب

## نگارخانه

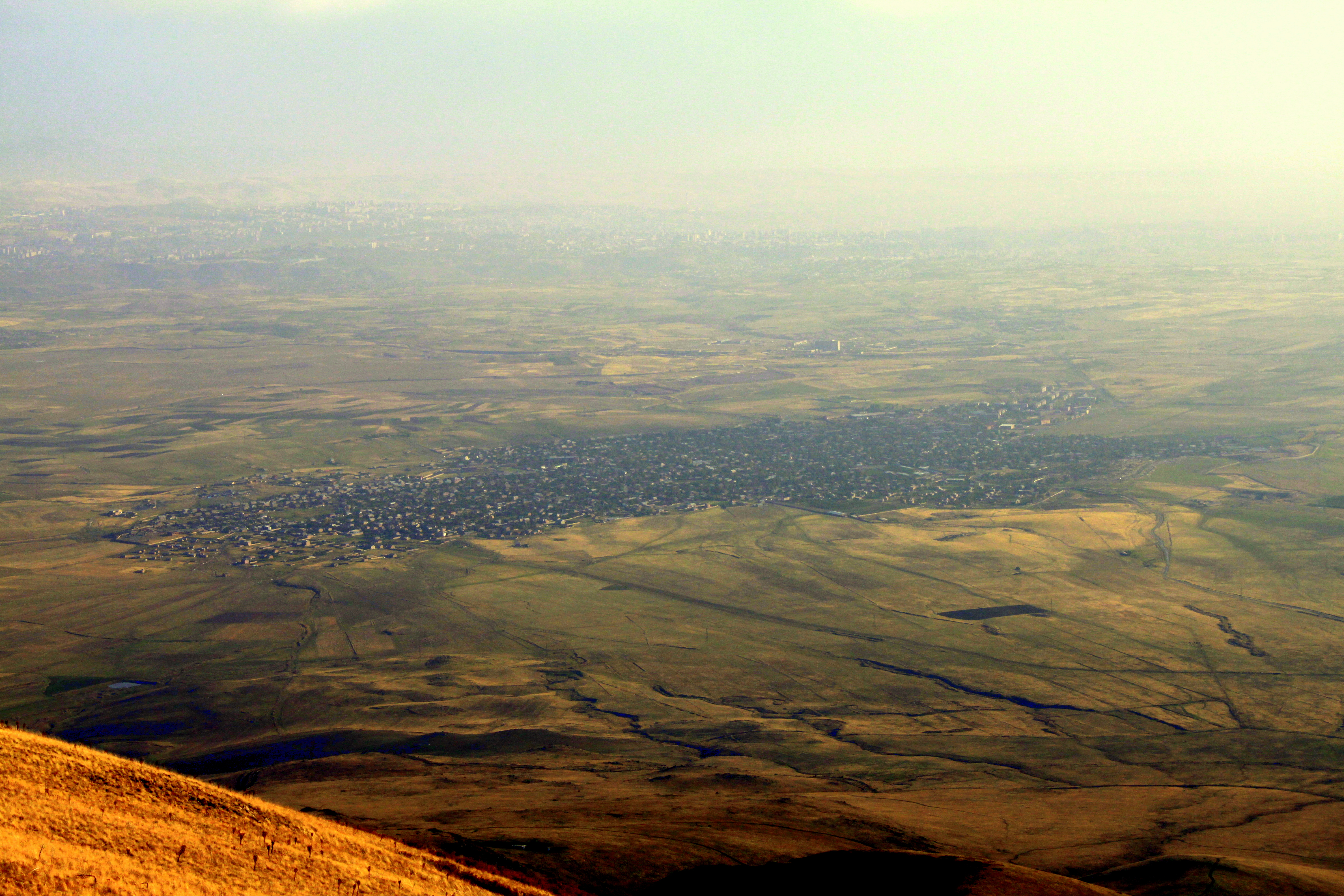
Եղվարդ՝ երկնքից
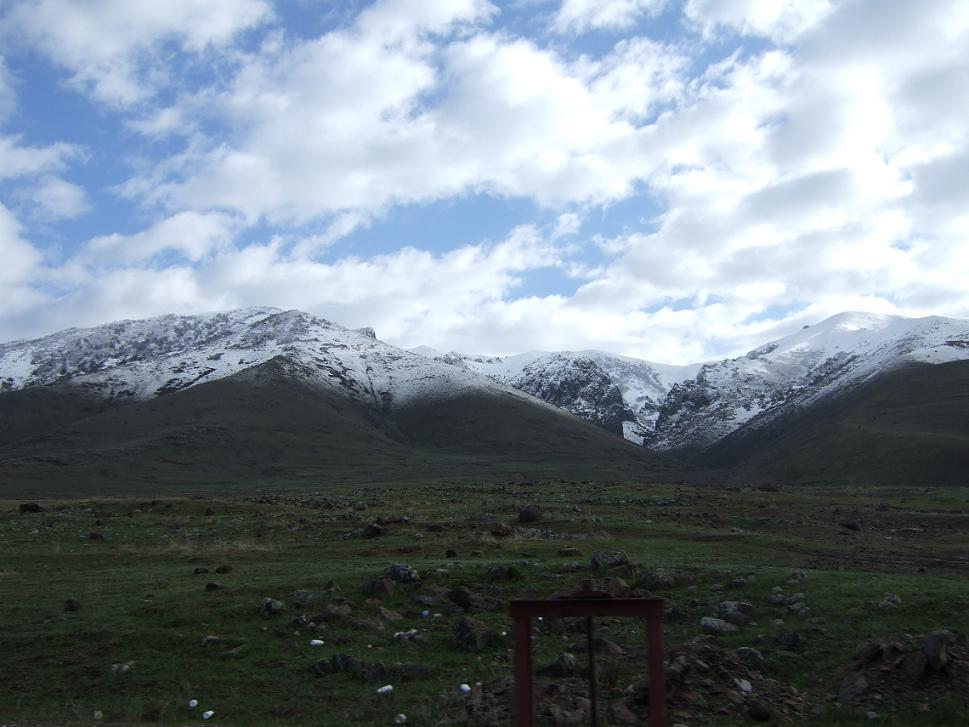
Արայի լեռ
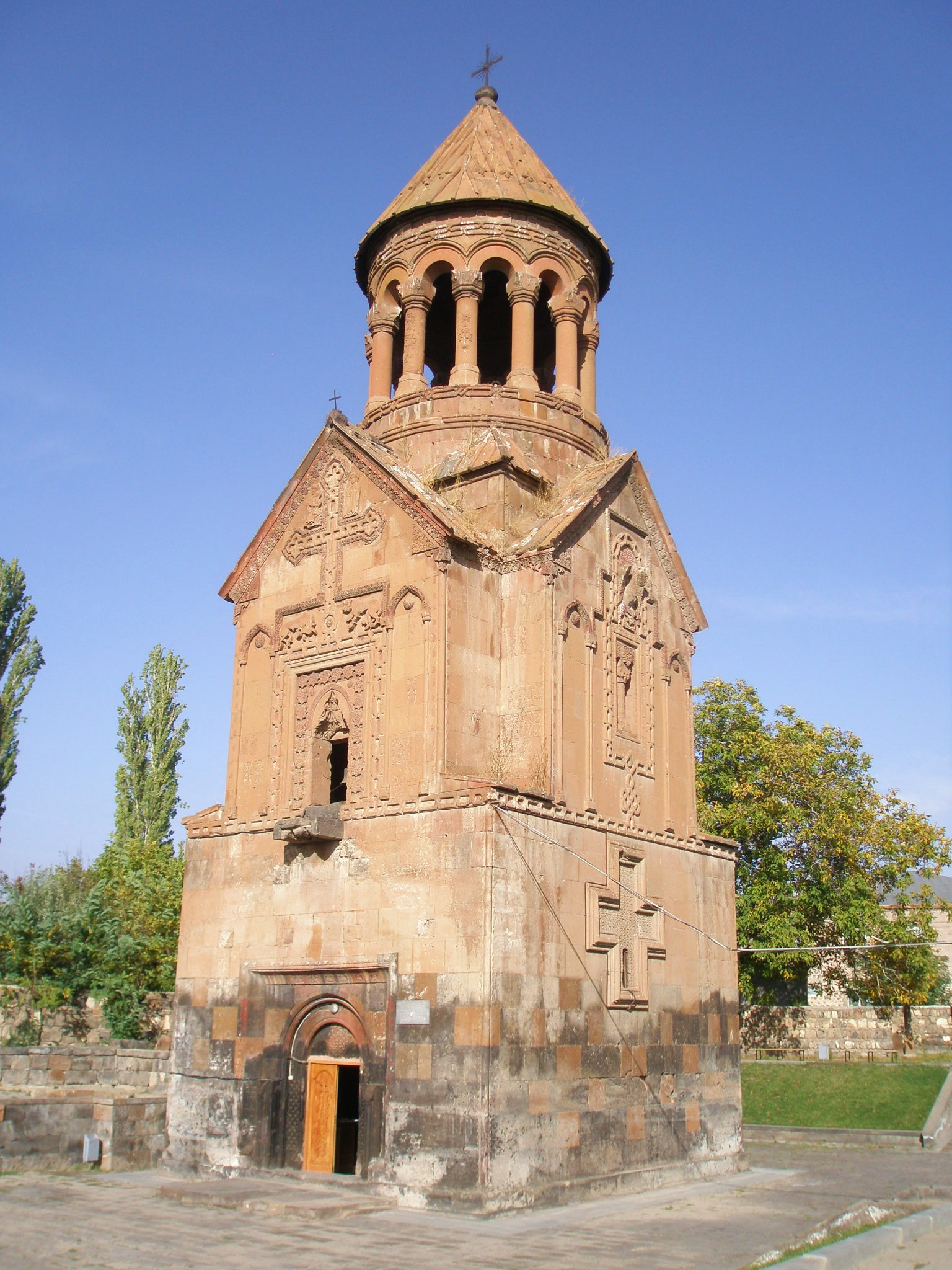
Սուրբ Աստվածածին